# Overjoyed (chanson de Stevie Wonder)
Pour les articles homonymes, voir Overjoyed (homonymie).
Singles de Stevie Wonder
Part-Time Lover
(1985) Land of La La (en)
(1986)
Overjoyed est une chanson écrite par l'auteur-compositeur-interprète américain Stevie Wonder, sortie en 1985 sur son album In Square Circle chez Tamla.
Le single atteint la 24e position au Billboard Hot 100 en 1986 et la 1re position du classement Adult Contemporary.

## Contexte
La chanson est initialement écrite pour son album Journey Through the Secret Life of Plants en 1979. Ecartée, elle est réenregistrée en 1985 pour figurer sur In Square Circle, mais est interprétée pour la première fois en live le 7 mai 1983 lors d'un épisode de Saturday Night Live dont Wonder était l'invité principal.
Le single sort chez Tamla en 1985 (réf. 1832TF).

### Personnel
Dans les notes de la pochette du disque, on mentionne des percussions environnementales (criquets, rossignol et sons d'oiseaux additionnels, océan, galets, chute de pierres, feuilles écrasées).
- Stevie Wonder :  voix, piano, percussions environnementales synthétiseur Yamaha CS-80
- Earl Klugh : guitare
- Paul Riser (en) : arrangements

## Classement
| Classement (1986)                             | Meilleure position |
| --------------------------------------------- | ------------------ |
| Belgique (Ultratop 50 Singles néerlandophone) | 33                 |
| Royaume-Uni (Official Charts Company)         | 17                 |
| États-Unis (Billboard Hot 100)                | 24                 |
| États-Unis (Billboard Adult Contemporary)     | 1                  |
| États-Unis (Billboard R&B Singles)            | 8                  |

## Reprises (sélection)
Informations issues de SecondHandSongs, sauf mentions complémentaires.
Overjoyed compte plus de 130 reprises, dont :
- En 1986, Stanley Clarke sur son album Hideaway,
- En 1994, Diana Ross sur son album A Very Special Season (en),
- En 1994, Grover Washington Jr. sur All My Tomorrows (en),
- En 1995, Amii Stewart sur The Men I Love,
- En 1996, Victor Wooten sur A Show of Hands (en),
- En 1997, Frankie Negron sur Con Amor Se Gana,
- En 1999, le groupe de R&B Profyle (en) sur leur album Whispers in the Dark (en),
- En 1999, Trijntje Oosterhuis sur For Once in My Life - Songs of Stevie Wonder Live,
- En 2000, Mary J. Blige, sur Ballads (en), reprise utilisée préalablement à la fin des années 1990 pour une publicité de la marque Nike Air Jordan[9],
- En 2002, Viktor Lazlo sur Amour(s),
- En 2005, Corneille sur Live,
- En 2007, Jane Monheit sur Surrender,
- En 2009, Esperanza Spalding interprète la chanson à la Maison Blanche lors d'un événement commémorant la carrière de Stevie Wonder[10],
- En 2009, Mark Whitfield, sur Songs of Wonder
- En 2012, Steps sur Light Up the World (en),
- Entre 2011 et 2014, Céline Dion interprète la chanson à plusieurs reprises lors de son show Celine à Las Vegas. En 2013, Wonder participe à l'enregistrement d'une nouvelle version pour son album Loved Me Back to Life produite par Tricky Stewart[11]. Cette nouvelle interprétation est jugée l'une des pires chansons de l'album selon Jon Maranica du New York Times[12]. Stephen Erlewine de AllMusic note le souhait de moderniser le titre, soulignant la ligne R&B sous-jacente et subtile présente dans les duos de l'album[13].

- En 2014, Nathan East sur son album Nathan East, accompagné à l'harmonica par Stevie Wonder lui-même.